# 小野寺賢人
小野寺賢人（日语：／ Onodera Kento，1998年7月13日—），日本棒球選手，司職投手，目前效力於中華職棒台鋼雄鷹。

## 生平

### 日本時期
小野寺賢人從小學2年級開始打棒球。高中就讀聖和学園高等学校，大學遠赴北海道就讀星槎道都大學。大學時期在棒球隊上當投手，但大二以後援身分出賽時曾表現不佳挨了一發全壘打後退場，大三先發的時候又在一局失五分，自己曾形容當時的狀態是「覺得自己做甚麼都不行，像是身處在地獄一樣的感覺。」
2021年大學畢業後，小野寺賢人嘗試加入社會人球隊遭拒，而後輾轉來到獨立聯盟棒球挑戰聯盟（BCリーグ）中的埼玉武藏熱火熊隊打球。在獨立聯盟的時期雖然艱苦，但是小野寺賢人很快大放異彩，先是以中繼身分繳出1勝0敗防禦率0.90的成績；而後在2022年以先發身份穩定出賽，以5勝1敗、2次無四死球完投、防禦率1.65的成績奪得聯盟的防禦率王，也讓小野寺賢人萌生了進軍日本職棒的想法。然而，即使收到了來自日職球團的指名調查，但實際報名選秀卻未獲任一球團指名落選。
2023年實力更上一層樓，以10勝2敗、防禦率3.19拿下聯盟勝投王與三振王，並率領隊伍拿下聯盟總冠軍；但即使在獨立聯盟擁有頂尖身手，二度挑戰日職選秀卻依舊落選。年底，小野寺賢人決定接受台鋼雄鷹教練橫田久則的邀請，去台灣的亞洲冬季棒球聯盟挑戰，離開BC埼玉武藏熱火熊。

### 台鋼雄鷹
2023年冬季，小野寺賢人以「外籍測試選手」的身分短暫加盟台鋼雄鷹打冬季棒球聯盟，登板4次還在冠軍賽上主投8.2局失1分擊敗由日本職棒選手組成的聯隊得到當季冬盟冠軍。在冬盟有亮眼表現後，也替他爭取到了2024年中華職棒一年的合約。
小野寺賢人是控球型投手，擅長投直球與卡特球。

## 職棒生涯成績
| 年度 | 球隊     | 出賽 | 先發 | 勝投 | 敗投 | 中繼 | 救援 | 完投 | 完封 | 四死 | 三振 | 責失 | 投球局數 | 防禦率 | 被上壘率 |
| ---- | -------- | ---- | ---- | ---- | ---- | ---- | ---- | ---- | ---- | ---- | ---- | ---- | -------- | ------ | -------- |
| 2024 | 台鋼雄鷹 | 9    | 9    | 2    | 4    | 0    | 0    | 0    | 0    | 13   | 25   | 13   | 50.2     | 2.31   | 0.97     |
| 合計 | 1年      | 9    | 9    | 2    | 4    | 0    | 0    | 0    | 0    | 13   | 25   | 13   | 50.2     | 2.31   | 0.97     |

## 外部連結
- 小野寺賢人在台灣棒球維基館上的頁面（繁體中文）
- 小野寺賢人在中華職棒官網
- 小野寺賢人在Baseball-Reference.com（小聯盟以及海外聯盟）（英语）
- 小野寺賢人的Instagram帳戶